# Iwan Paszczenko
Iwan Wasiljewicz Paszczenko (ros. Иван Васильевич Пащенко, ur. 15 lutego 1922 w komunie im. Kalinina w Kraju Krasnodarskim, zm. 16 października 2014 w Jarosławiu) – radziecki lotnik wojskowy, Bohater Związku Radzieckiego (1945).

## Życiorys
Urodził się w rodzinie chłopskiej. Uczył się w technikum lotniczym w Taganrogu, od sierpnia 1940 służył w Armii Czerwonej, w czerwcu 1941 skończył wojskową szkołę pilotów w Woroszyłowgradzie, potem został skierowany do wojskowo-lotniczej szkoły pilotów w Krasnodarze i latem 1944 wysłany na front. Od 1944 należał do WKP(b), od sierpnia 1944 jako dowódca klucza 707 pułku lotnictwa myśliwskiego 189 Dywizji Lotnictwa Myśliwskiego 17 Armii Powietrznej 3 Frontu Ukraińskiego brał udział w operacji jassko-kiszyniowskiej, później w walkach w Jugosławii, na Węgrzech i w Austrii, w jednej z walk został zestrzelony i ranny. Do kwietnia 1945 wykonał sto lotów bojowych, niszcząc wiele niemieckich samolotów, czołgów i sprzętu bojowego i staczając 4 walki powietrzne. Po wojnie służył w Południowej Grupie Wojsk i w Odeskim Okręgu Wojskowym, w 1950 skończył kursy oficerskie, a w 1950 Akademię Wojskowo-Powietrzną, następnie był oficerem w Grupie Wojsk Radzieckich w Niemczech oraz w Nadbałtyckim i Odeskim Okręgu Wojskowym, w 1973 został przeniesiony do rezerwy w stopniu pułkownika. Do 1996 mieszkał w Tyraspolu, później w Nowouralsku, a od 2009 do śmierci w Jarosławiu.

## Odznaczenia
- Złota Gwiazda Bohatera Związku Radzieckiego (18 sierpnia 1945)
- Order Lenina (18 sierpnia 1945)
- Order Czerwonego Sztandaru (trzykrotnie)
- Order Wojny Ojczyźnianej I klasy (11 marca 1985)
- Order Wojny Ojczyźnianej II klasy (23 kwietnia 1945)
- Order Czerwonej Gwiazdy (dwukrotnie)

I medale.